# بوشيني بوليفي
بوشيني بوليفي (الاسم العلمي: Puccinia boliviana) هو نوع من الفطريات يتبع جنس البوشيني من فصيلة البوشينية.